# Temporada 2003 del Campeonato de España de Rally de Tierra
La temporada 2003 fue la 21.º edición del Campeonato de España de Rally de Tierra. Comenzó el 7 de marzo en el Rally de Salamanca y terminó el 15 de noviembre en el Rally Ciudad de Sabadell.

## Calendario
El calendario estaba compuesto de ocho pruebas más una novena, el Rally Cangas de Narcea que fue anulado.
| N.º | Fecha               | Prueba                       | Notas |
| --- | ------------------- | ---------------------------- | ----- |
| 1   | 7-8 de marzo        | Rally de Salamanca           |       |
| 2   | 4-5 de abril        | Rally de Gijón               |       |
| 3   | 25-26 de abril      | Rally de Ponferrada          |       |
| 4   | 23-24 de mayo       | Rally Palma del Río          |       |
| 5   | 5-6 de septiembre   | Rally de Tierra de Madrid    |       |
| 6   | 19-20 de septiembre | Rally de Tierra de Cantabria |       |
| 7   | 17-18 de octubre    | Rally de Olivenza            |       |
| 8   | 14-15 de noviembre  | Rally Ciudad de Sabadell     |       |

## Clasificación

### Campeonato de pilotos
| Pos. | Piloto               | 1  | 2   | 3   | 4   | 5   | 6   | 7   | 8   | Puntos |
| ---- | -------------------- | -- | --- | --- | --- | --- | --- | --- | --- | ------ |
| 1.   | Txus Jaio            | 1  | 1   | 1   | 1   | 1   |     |     |     | 160    |
| 2.   | Xavi Pons            | 2  | 3   | 2   | 2   | EXC | 5   |     | 1   | 127    |
| 3.   | Alexander Villanueva | 3  | Ret | 3   | 3   | Ret | 2   | Ret | 2   | 110    |
| 4.   | Santiago Zuluaga     | 4  | 2   | Ret | 5   | Ret | 7   | 2   | 5   | 92     |
| 5.   | Javier Izaguirre     | 17 | 4   | 4   | 4   | Ret | 3   | Ret | 10  | 69     |
| 6.   | Eduard Forés         | 5  | 6   | 5   | 10  | 4   | 12  | 3   | 12  | 68     |
| 7.   | Oriol Gómez          |    |     |     | 8   | 2   | 4   | 14  | 4   | 60     |
| 8.   | David Hernando       | 20 | 11  | 9   | Ret | 11  | 8   | 7   | Ret | 57     |
| 9.   | Ricardo Triviño      |    |     |     |     |     | 1   |     | 3   | 52     |
| 10.  | Eloy Entrecanales    |    | 9   | 7   | 11  | 9   | Ret | 17  | Ret | 52     |

### Copa de grupo N 4RM
| Pos. | Piloto                | Puntos |
| ---- | --------------------- | ------ |
| 1.   | Xavi Pons             | 160    |
| 2.   | Alexander Villanueva  | 125    |
| 3.   | Eduard Forés          | 109    |
| 4.   | Carlos Aldecoa        | 101    |
| 5.   | José Luis Ascarza     | 53     |
| 6.   | Ricardo Triviño       | 52     |
| 7.   | José Javier Izaguirre | 51     |
| 8.   | Arturo Beltrán        | 32     |
| 9.   | Antonio C. Garrido    | 19     |

### Copa de España de copilotos
| Pos. | Copiloto              | Puntos |
| ---- | --------------------- | ------ |
| 1    | Lucas Cruz            | 160    |
| 2.   | Jordi Mercader        | 111    |
| 3.   | Francisco López       | 92     |
| 4.   | Benet Pujol i Solsona | 85     |
| 5.   | Oriol Julià           | 76     |
| 6.   | Eneko Gómez           | 69     |
| 7.   | Javier Aluju          | 68     |
| 8.   | Antonio Fernández     | 57     |
| 9.   | Jordi Barrabés        | 52     |
| 10.  | José Manuel Cobo      | 52     |

### Campeonato de marcas
| Pos. | Marca      | Puntos |
| ---- | ---------- | ------ |
| 1.   | Mitsubishi | 333    |
| 2.   | SEAT       | 233    |
| 3.   | Ford       | 190    |
| 4.   | Peugeot    | 145    |
| 5.   | FIAT       | 67     |
| 6.   | Renault    | 31     |
| 7.   | Citroën    | 14     |
| 8.   | Toyota     | 7      |
| 9.   | Nissan     | 4      |

### Copa de grupo N 2RM
| Pos. | Piloto              | Puntos |
| ---- | ------------------- | ------ |
| 1    | Joan Font Guixaró   | 153    |
| 2.   | Joaquim Guillamet   | 146    |
| 3.   | José Ángel Varela   | 95     |
| 4.   | Luis García Casares | 40     |
| 5.   | Alberto Hernán      | 40     |
| 6.   | Alber Orriols       | 32     |
| 7.   | Gonzalo Martín      | 25     |
| 8.   | Xavier Moya         | 20     |
| 9.   | Antoni MOnes        | 14     |

### Copa de agrupación II
| Pos. | Piloto               | Puntos |
| ---- | -------------------- | ------ |
| 1    | David Hernando       | 132    |
| 2.   | Eloy Entrecanales    | 122    |
| 3.   | Enrique García Ojeda | 91     |
| 4.   | Alex Sabater         | 90     |
| 5.   | Abel Fernández       | 88     |
| 6.   | David Colldecarrera  | 86     |
| 7.   | Joan Font            | 70     |
| 8.   | Joaquín Guillamet    | 58     |
| 9.   | Alfonso Navarro      | 54     |
| 10.  | Josep Basols         | 48     |